# ラックライフ
ラックライフは、日本の4人組ロックバンド。2013年からハイウェイスター（旧アイウィル）所属。2019年8月8日付けで株式会社ユークリッド・エージェンシーに移籍。2021年7月7日株式会社Hags Entertainmentに移籍。
2007年3月までは「マキシム☆とまと」というバンド名で活動していた。「大阪、高槻のラックライフです」と自己紹介することがあるが、高槻市出身のメンバーはいない。2016年5月11日メジャーデビュー。

## メンバー
| 名前                     | 生年月日             | パート           | 備考                                              |
| ------------------------ | -------------------- | ---------------- | ------------------------------------------------- |
| PON（ぽん）              | 1988年9月7日生まれ   | ボーカル、ギター | 大阪府出身。身長184センチ。O型。                  |
| ikoma（いこま）          | 1989年1月20日生まれ  | ギター、コーラス | 大阪府出身。身長182センチ。体重53キロ。A型(Rh-)。 |
| たく                     | 1988年6月21日生まれ  | ベース           | 大阪府出身。身長165センチ。A型。                  |
| LOVE大石（らぶおおいし） | 1988年10月24日生まれ | ドラムス         | 大阪府出身。リーダー。身長175センチ。A型。        |

## 来歴

### 2005年
5月、前身バンド結成。メンバー全員が大阪府立茨木東高等学校の同級生であり、結成から一度もメンバーチェンジがない。入学当初同じクラスで出席番号が前後だったLOVE大石が、PONに「一緒に軽音楽部を見に行かないか」と声を掛けたが、軽音楽部の部室でギターを弾いていたikomaをなぜかベーシストとしてバンドに誘い、女性ボーカルと別のバンドを結成。SHAKALABBITSのコピーバンドで、文化祭に出演し、半年ほどで解散。PONは当時の大石の印象を「学ランの下に赤いTシャツを着ていて、見るからにヤバそうだった」と語っている。その後、高二になり、3人でベーシストを探している時、当時軽音楽部の幽霊部員だった、たくがベースを持っていると聞き、茨木市内のマクドナルドにてバンドに勧誘し、現在のメンバーでラックライフの前身バンドを結成。当時のバンド名は「マキシム☆とまと」。当初はPONはピンボーカルだった。

### 2008年
3月、高槻RASPBERRYにて初のワンマンライブを決行。200枚のチケットは完売。当日発売したデモCDは当日130枚近くを売り上げた。ワンマンライブでバンド名を『ラックライフ』に改名。以降、活動を全国に展開。
11月、1st maxi Single "スケッチブック" 全国発売。
12月、自主企画【IT'S MY LIFE】〜『スケッチブック』レコ発編〜を大阪福島2nd LINEにて開催し200人を動員。

### 2009年
3月、40本のツアーを経て自主企画【IT'S MY LIFE vol.4】〜『スケッチブック』レコ発ツアーファイナル〜を大阪MUSEにて決行。200人以上を動員。
7月、1st demo Single "夕焼け小道" 1000枚完売。
11月、1st mini Album "Mr." ライブ会場限定で発売。自主企画【IT'S MY LIFE】「Mr.」Release EVENT〜HOT SONIC&ラックライフダブルレコ発2マン〜を大阪福島2nd LINEにて決行し200人を動員。
12月、23本のツアーを経て自主企画【IT'S MY LIFE vol.8】〜1st mini album『Mr.』レコ発ツアーファイナルワンマン編〜、ラックライフとしては初のワンマンライブを大阪高槻RASPBERRYにて開催。

### 2010年
2月、大阪高槻RASPBERRYにてラックライフ企画、チケット完売。
3月、ラックライフ2周年イベントを大阪MUSEにて行い約200人を動員。
8月、2nd mini Album "IT'S MY LIFE" レコ発企画を大阪BIG CATにて開催。約400人を動員。
11月、40本近いツアーを経てツアーセミファイナルを渋谷O-Crestにて東京での初企画「GOOD LUCK vol.2」開催。ツアーファイナルを大阪福島2nd LINEにてワンマンライブ「GOOD LUCK vol.3」開催。

### 2011年
3月、ラックライフ3周年記念企画「GOOD LUCK vol.4」チャリティーライブを大阪MUSEにて開催。「GOOD LUCK vol.5」を渋谷O-Crestにて開催。
4月、2nd demo Single "ローグ" 1,000枚完売。
7月、初の京都での自主企画決行。DEMO先行Singleを無料配布。
8月、1st Album "World is you" を24日に全国発売。
9月、1st Album "World is you" レコ発企画を大阪MUSE、渋谷O-Crestにて開催。KANSAI LOVERS 2011に出演。
10月、MINAMI WHEEL 2011に出演。
12月、グッドモーニングアメリカ企画V.A."あっ、良い音楽ここにあります。その弐" に参加。

### 2012年
1月、"World is you" ツアーファイナルシリーズを全国各地7カ所で各地のバンドと共同企画で開催。
2月、グッドモーニングアメリカ企画V.A."あっ、良いライブここにあります。2012" in東京渋谷O-Eastに参加。初の北海道進出。
3月、63本のツアーを経てツアーセミファイナルを渋谷O-CrestにてGOOD ON THE REELとのツーマンライブ「GOOD LUCK vol.9」開催。ツアーファイナルを大阪BIGCATにてスリーマンライブ「GOOD LUCK vol.10」開催。
5月、1st Album "World is you Tour DVD" を発売。発売イベントを地元高槻RASPBERRYにて行う、SOLD OUT。神戸のサーキットイベントSOUND AROUND KOBE'12に出演。
6月、1st Album "World is you Tour DVD"リリースツアーファイナルを地元大阪茨木JACK LIONにて開催。東京赤坂BLITZにてチャットモンチーと七尾旅人のツーマンライブにO.Aとして出演。
7月、地元が同じで同世代のPOLKADOT(ex.くりキントン)、Self-Portraitとスリーマンライブを大阪心斎橋AVENUE Aにて開催。大阪のサーキットイベント見放題2012に出演。2nd Album "キミノコト" を全国発売。
8月、2nd Album "キミノコト" レコ発企画を東名阪にて開催。
11月、34本のツアーを経てツアーファイナルを東名阪にてイベント開催。
12月、"キミノコト" リリースツアー裏ファイナルを地元大阪茨木JACK LION、高槻RASPBERRYにてPURPLE HUMPTYとの共同イベントで開催。東京下北沢にてサーキットイベント、THEラブ人間企画 "下北沢にて'12" に出演。

### 2013年
3月、ラックライフ5周年記念イベントを東名阪にて開催。
6月、神戸にてサーキットイベント、アルカラ企画 "ネコフェス2013" に出演。
8月、ラックライフ企画V.A."大阪の北側から。" レコ発イベントを大阪MUSEにて開催、SOLD OUT、350人動員。
9月、ラックライフ企画、2マンライブツアーを東名阪にて開催。KANSAI LOVERS 2013に出演。
11月、ラックライフ5周年記念全国5カ所ワンマンツアー名古屋編、佐賀編を開催。
12月、ラックライフ5周年記念全国5カ所ワンマンツアー米子編、東京編、大阪編を開催。

### 2014年
所属事務所アイウィルとマネージメント契約を締結。これにより、3rd Album "my contents" は、会場限定版と、全国流通版の二形態での連続発売となった。
3月、ラックライフ6周年記念イベントを大阪なんばHatchにて開催。
5月、1st Single "ハルカヒカリ" を全国リリース。ラックライフレコ発企画を大阪福島2nd LINEにてLACCO TOWERと2マンライブで開催。
6月、神戸にてサーキットイベント、アルカラ企画 "ネコフェス2014" に出演。
7月、東名阪にてリリースツアーファイナルをラックライフ企画3マンライブで開催。東京晴海埠頭にて開催されたMURO FESTIVAL 2014に出演。
8月、ディスクガレージ主催『MUSIC MONSTERS』に出演。TSUTAYA主催・ツタロックdigに出演。
10月、FM802主催、MINAMI WHEEL2014に出演。4th Album"正しい僕の作り方。"を全国発売。
11月、リリースツアーを東名阪3箇所にてワンマンライブで開催。
12月、大阪編を福島2nd LINEにて開催、チケット完売。

### 2015年
1月、名古屋の大型サーキットイベント"GRANDLINE2015"に出演。
2月、ディスクガレージ主催『MUSIC MONSTERS』に出演。
4月、ラックライフ7周年記念イベントを今年も大阪なんばHatchにて開催、800人を動員。

### 2016年
1月23日、横浜BAYSISでのイベントライブにて、同年5月11日にLantisよりメジャーデビューすることを発表。　

### 2017年
3月15日、メジャー1st full Album " Life is beautiful "を発売。

### 2018年
8月22日、メジャー2nd full Album " Dear days "を発売。

### 2019年
8月8日 株式会社ユークリッド・エージェンシーに所属
12月18日 3rd mini Album " unbreakable "を発売

### 2020年
10月9日 有料会員サイト"Luck Life Village"開設。

### 2021年
7月7日 株式会社Hags Entertainmentへと移籍

## ディスコグラフィー

### シングル
| 枚  | 発売日         | タイトル       | 規格品番   | 最高位 |
| --- | -------------- | -------------- | ---------- | ------ |
| ※   | 2008年11月26日 | スケッチブック | ESPAD-1007 | -      |
| 1st | 2014年5月28日  | ハルカヒカリ   | XQML-1001  | -      |
| 2nd | 2015年4月22日  | アイトユウ     | XQML-1003  | 175位  |
| 3rd | 2015年8月5日   | 変わらない空   | XQML-1004  | 121位  |
| 4th | 2020年5月6日   | アオイハル     | BARE-5004  | 26位   |

| 枚   | 発売日         | タイトル     | 規格品番                                            | 最高位 |
| ---- | -------------- | ------------ | --------------------------------------------------- | ------ |
| 1st  | 2016年5月11日  | 名前を呼ぶよ | LACM-14469                                          | 25位   |
| 2nd  | 2016年7月27日  | 初めの一歩   | LACM-14512                                          | 106位  |
| 3rd  | 2016年11月2日  | 風が吹く街   | LACM-14547                                          | 52位   |
| 4th  | 2017年8月23日  | リフレイン   | LACA-14650                                          | 36位   |
| 5th  | 2018年2月28日  | 僕ら         | LACA-14734                                          | 33位   |
| 6th  | 2018年5月9日   | シンボル     | LACA-34750（CD+DVD） LACA-14750（CD only）          | 40位   |
| 7th  | 2018年11月14日 | Naru         | LACM-14807                                          | 50位   |
| 8th  | 2019年5月8日   | Lily         | LACM-14869（アーティスト盤） LACM-14870（アニメ盤） | 14位   |
| 9th  | 2023年1月25日  | ℃/しるし     | LACM-24334（文豪盤） LACM-24335（ツルネ盤）         | 22位   |
| 10th | 2023年8月23日  | 軌跡         | LACM-24418（アーティスト盤） LACM-24419（アニメ盤） | 46位   |

### 配信限定シングル
| 発売日        | タイトル     | レーベル                     |
| ------------- | ------------ | ---------------------------- |
| 2021年2月24日 | あなたを     | euclid music publishing inc. |
| 2021年4月28日 | MUSIC STAR   | euclid music publishing inc. |
| 2021年6月30日 | 明日になれば | euclid music publishing inc. |
| 2021年8月25日 | Hug          | euclid music publishing inc. |
| 2022年8月1日  | Hand         | ランティス                   |
| 2024年2月28日 | Believe      | FRIENDSHIP.                  |

### アルバム

#### オリジナル・アルバム
| 枚  | 発売日         | タイトル           | 規格品番  | 最高位 |
| --- | -------------- | ------------------ | --------- | ------ |
| 1st | 2011年8月24日  | World is you       | FIVER-014 | -      |
| 2nd | 2012年7月25日  | キミノコト         | FIVER-019 | -      |
| 3rd | 2014年3月5日   | my contents        | IWML-022  | -      |
| 4th | 2014年10月15日 | 正しい僕の作り方。 | XQML-1002 | 181位  |
| 5th | 2021年12月8日  | Sneaker Walker     | BARE-5007 | -      |

| 枚  | 発売日        | タイトル          | 規格品番   | 最高位 |
| --- | ------------- | ----------------- | ---------- | ------ |
| 1st | 2017年3月15日 | Life is beautiful | LACA-15620 | 27位   |
| 2nd | 2018年8月22日 | Dear days         | LACA-15730 | 40位   |

#### ミニ・アルバム
| 枚  | 発売日         | タイトル                         | 規格品番  | 最高位 |
| --- | -------------- | -------------------------------- | --------- | ------ |
| 1st | 2009年11月2日  | Mr.(ライブ会場限定販売)          | -         | -      |
| 2nd | 2010年8月10日  | IT'S MY LIFE(ライブ会場限定販売) | -         | -      |
| 3rd | 2019年12月18日 | Unbreakable                      | BARE-5003 | 53位   |

#### ベストアルバム
|            | 発売日       | タイトル  | 規格品番     | 規格品番    | オリコン 最高位 |
| 初回限定盤 | 発売日       | タイトル  | 通常盤       |             | オリコン 最高位 |
| ---------- | ------------ | --------- | ------------ | ----------- | --------------- |
| 1st        | 2023年7月5日 | LUCK LIFE | LACA-39985/6 | LACA-9985/6 | 30位            |

### デモCD
- 夕焼け小道（2008年3月15日）
  - 収録曲
    1. 夕焼け小道
    2. コトバタラズ
    3. ヒカリの射す方へ

- ローグ（2009年6月14日）
  - 収録曲
    1. ローグ
    2. くだらない世界にラブソングを

- ホシアイ（2011年7月7日ライブ来場者特典）
  - 収録曲
    1. ホシアイ

- いくつもの背に（2012年6月9日ライブ来場者特典）
  - 収録曲
    1. いくつもの背に

- その手とこの手（2013年3月17日ライブ来場者特典）
  - 収録曲
    1. その手とこの手 (Acoustic ver.)

　　（「その手とこの手」は、「放つ願い」というバンドのボーカル 前田典昭（現・ソウルフード）が2012年の夏に失踪し、１ヶ月以上行方不明だった事件のことを歌った曲である。）
- チキンボーイ（2013年3月19日ライブ来場者特典）
  - 収録曲
    1. チキンボーイ (Acoustic ver.)

- ノンフィクションレンズ（2013年3月21日ライブ来場者特典）
  - 収録曲
    1. ノンフィクションレンズ (Acoustic ver.)

### その他
- あ、良い音楽ここにあります。その弐（2011年12月7日）

グッドモーニングアメリカ企画V.A.。
M-7「そんな世界になればいい」で参加。
- 大阪の北側から。（2013年8月17日）

ラックライフ企画V.A.。
M-1「その手とこの手」で参加。
- ツタロックDIG2（2014年7月23日）

TSUTAYA企画V.A.。
M-9「タイムライト」で参加。

### 映像作品
- “World is you” Release Tour LIVE DVD（2012年5月6日）規格:DVD
  - 内容　2011年9月4日から2012年3月11日までに開催されたWorld is youリリースツアーのドキュメンタリーDVD。LOVE大石監修。定点ワンアングルのライブ映像、メンバーのインタビュー、楽屋風景や打ち上げなどのオフショット、共演バンドからのメッセージなどが約90分に渡り収録されている。
  - 会場　京都MUSE、名古屋R.A.D、滋賀B♭、米子AZTiC laghs、岡山CRAZY MAMA 2ndroom、佐賀GEILS、広島Cave-Be、渋谷O-Crest（現TSUTAYA O-Crest）、大阪BIGCAT
  - 出演バンド　MOLE HiLL、ghostnote、ポタリ、SUPER BEAVER、サムライズム、DATSUN320、コンビニマンションテクニカラー、chaqq、Civilian Skunk、スノードロップ(現snow chord)、PURPLE HUMPTY、GOOD ON THE REEL、GRAND COLOR STONE、 Synchronized door　ほか
  - 収録曲
    1. リアル
    2. C's
    3. 低空飛行
    4. ローグ
    5. 君と世界を
    6. 夕焼け小道
    7. story
    8. トロル
    9. ホシアイ
    10. 未来
    11. いくつもの背に
    12. LINK
    13. そんな世界になればいい

## タイアップ一覧
| 楽曲         | タイアップ                                                          | 時期   |
| ------------ | ------------------------------------------------------------------- | ------ |
| 変わらない空 | テレビアニメ『純情ロマンチカ3』エンディングテーマ                   | 2015年 |
| 名前を呼ぶよ | テレビアニメ『文豪ストレイドッグス』エンディングテーマ              | 2016年 |
| 初めの一歩   | テレビアニメ『チア男子!!』オープニングテーマ                        | 2016年 |
| 風が吹く街   | テレビアニメ『文豪ストレイドッグス』第2クールエンディングテーマ     | 2016年 |
| リフレイン   | テレビアニメ『最遊記RELOAD BLAST』エンディングテーマ                | 2017年 |
| 僕ら         | アニメ映画『文豪ストレイドッグス DEAD APPLE』エンディングテーマ     | 2018年 |
| シンボル     | テレビアニメ『食戟のソーマ 餐ノ皿「遠月列車篇」』オープニングテーマ | 2018年 |
| Naru         | テレビアニメ『ツルネ -風舞高校弓道部-』オープニングテーマ           | 2018年 |
| Lily         | テレビアニメ『文豪ストレイドッグス』第3シーズンエンディングテーマ   | 2019年 |
| Hand         | アニメ映画『劇場版ツルネ -はじまりの一射-』主題歌                   | 2022年 |
| しるし       | テレビアニメ『文豪ストレイドッグス』第4シーズンエンディングテーマ   | 2023年 |
| ℃            | テレビアニメ『ツルネ -つながりの一射-』オープニングテーマ           | 2023年 |
| 軌跡         | テレビアニメ『文豪ストレイドッグス』第5シーズン エンディングテーマ  | 2023年 |
| Believe      | TOKAI RADIO 『ガッツナイター』2024年度テーマソング                  | 2024年 |

## ミュージックビデオ
| 監督                         | 曲名                                    |
| 安達昌寛                     | 「Link」                                |
| 大野敏嗣                     | 「君のこと」                            |
| 北平誠治                     | 「plain」「アイトユウ」「変わらない空」 |
| 藤田大介                     | 「タイムライト」「ハルカヒカリ」        |
| 矢田貝年朗（Liaroid Cinema） | 「その手とこの手」                      |

## 出演

### ラジオ
- 「deeper deeper」（TOKYO FM：2016年6月4日 - 2016年6月25日）※6月度パーソナリティ
- AIR-G’「FM ROCK KIDS」（AIR-G'：2016年7月2日 - 2016年9月24日）※7月クールパーソナリティ
- E∞Tracks Selection「ラックライフのせやからゆうてるやないの!」（FM OSAKA：2016年7月5日 - 2016年12月20日 ）※隔週
- ｢ラックライフのでんねんまんねん｣（bayfm：2018年4月28日 - 2019年6月29日）
- 青春ラジメニア「MLピックアップ」（ラジオ関西：2023年1月6日 - ）※2023年1月クールパーソナリティ、PONのみ出演

### テレビ
- ZOOM UP! ｢ラックライフのええとこ見せてぇ｣（MUSIC ON! TV：2018年7月23日 - ）

## 連載
PONの月刊「ぽんすぽん」
2014年8月から10月 ディスクガレージ発行のフリーペーパー「DI;GA」
ラックライフVo./Gt.PONのお宝自慢
2014年6月から11月「JUNGLE☆LIFE」

## 配信
ラックライフTV
2013年4月からスタジオ練習の後、不定期で配信しているUstream番組。リスナーからの質問に答えたり、事前に募集したお便り(メール)紹介など、フリートークが中心。オープニングはLOVE大石の、エンディングにはたくの一発芸のコーナーがある。ごく希にゲストの出演もあり、過去にはBARICANG、PURPLE HUMPTY、SHE'Sのメンバーなどが出演している。
店じまい
ikomaとPURPLE HUMPTYのボーカル、井田健の二人で不定期で配信しているUstream番組。お絵描き対決などのコーナーがあった。